# Transi de Renato de Chalon
O Transi de Renato de Chalon (em francês: Transi de René de Chalon), também conhecido como Monumento ao Coração de Renato de Chalon, é um monumento funerário representando um cadáver, realizado na moda do estilo gótico tardio em algum momento entre 1544 e 1557. Localizado em Bar-le-Duc, no nordeste da França, ele consiste de uma efígie de pedra calcária, esculpida por Ligier Richier para adornar o túmulo do príncipe Renato de Chalon, que, aos vinte e cinco anos de idade, morrera durante uma campanha militar. Ela foi encomendada por sua viúva, Ana de Lorena, possivelmente a fim de satisfazer um desejo do próprio Renato, expresso no leito de morte, de que seu túmulo mostrasse o seu corpo com o aspecto que teria após três anos da sua morte.
O Monumento data de um período de grande ansiedade social em relação à morte, quando epidemias, a guerra e conflitos religiosos devastavam a Europa. Um exemplo notável de transi, e, consequentemente, um memento mori, ele pretendia mostrar a transição do corpo humano da vida para o pó, como alegoria da fugacidade da vida e das glórias terrenas e com o objetivo prático de suscitar orações pela alma do morto. A efígie representa Renato com a pele e os músculos parcialmente decompostos, quase reduzido a um esqueleto. Seu braço direito porta um escudo e seu braço esquerdo levanta-se como se estivesse apontando para o céu. Originalmente, sua mão esquerda segurava um objeto de prata dourada em formato de coração, que pode ter contido o coração embalsamado de Renato. Historiadores da arte debatem o significado específico do Transi de Renato de Chalon, e sobretudo a sua pose. Dentre outras interpretações, já se sugeriu que ela seria uma referência às três virtudes teologais: os olhos voltados para o céu significariam "eu acredito", a mão direita sobre o peito significaria "eu tenho esperança" e o coração elevado na mão esquerda significaria "eu amo".
Excepcionalmente para objetos deste tipo do mesmo período, que normalmente tomam a forma de uma jacente, o Transi de Renato de Chalon foi concebido em pé, como se estivesse vivo, uma inovação que se tornaria influente na arte tumular. O trabalho mais conhecido e prestigioso atribuído a Richier, ele foi designado monumento histórico da França em 18 de junho de 1898, e, durante a Primeira Guerra Mundial, foi desmontado e transferido para o Panteão em Paris, antes de retornar a Bar-le-Duc em 1920. Tanto o Transi quanto o retábulo e o ossário de mármore negro que o acompanham desde o século XVIII beneficiaram de uma extensa restauração entre 1998 e 2003. Réplicas suas podem ser vistas no Musée Barrois de Bar-le-Duc, no Palácio de Chaillot e no Musée des monuments français, em Paris, e em um túmulo em Moux.

## Contexto histórico
No início da Baixa Idade Média a arte tumular européia viu surgirem efígies adornando os túmulos daqueles que podiam pagar por elaboradas obras artísticas, e que gradualmente passaram a constituir um tipo característico de adorno tumular chamado jacente ou gisant. Esse tipo de escultura, que se difundiu desde o final do século XI e o início do século XII, no século XIII havia se tornado costumaz para os membros mais abastados da sociedade. Essa tradição artística européia foi marcada pela idealização de suas representações e, como característica típica, buscava salientar a religiosidade do morto e retrata-lo com um aspecto marcadamente passivo e sereno, como se ignorasse a morte. Mais especificamente, esse tipo de imagem, que ficou conhecida como representacion au vif, frequentemente apresentava o morto como se dormisse placidamente, à espera do despertar em uma nova vida durante a ressurreição; assim, ela exprimia a esperança na salvação e a fé na vida eterna.
A partir do século XIV, as jacentes passaram a apresentar detalhes mais individualizados e personalizados, como demonstração da progressiva assimilação, pela arte tumular, da necessidade de expressar nessas efígies as personalidades daqueles que elas representavam. Como já se colocou, na Baixa Idade Média recordar um morto essencialmente significava lembrar-se de rezar por ele a fim de ajudar na salvação de sua alma, e a jacente, ao exprimir mais fielmente a identidade do morto, buscava principalmente suscitar orações e assegurar a sua redenção.
A partir do final do século XIV, gradualmente surgiu uma nova tendência na representação dos mortos, marcada por diferenças em forma e estilo e pela busca por um realismo ainda maior. Essa nascente tradição artística representava o corpo humano nu e por vezes buscava dota-lo de maior dinamismo e de uma aura de violência, a fim de acentuar as modificações por que ele passa após a morte. Esses túmulos de cadáveres, ou túmulos memento mori, se popularizaram sobretudo na França, na Inglaterra, no Sacro Império Romano-Germânico e nos Países Baixos, onde ficaram conhecidos como transis (no singular, transi), particípio passado do verbo francês transir, por sua vez derivado dos termos latinos trans (através) e ire (ir, passar). Produtos de um período de grande ansiedade social em relação à morte, quando epidemias, a guerra e conflitos religiosos devastavam a Europa, esses monumentos funerários pretendiam mostrar a transição ou passagem da vida para a morte, e, portanto, a transitoriedade da existência e das glórias terrenas.
Assim como as jacentes do período anterior, ao menos em parte seu objetivo mais prático era assegurar a redenção dos mortos representados, por meio da oração. Contudo, contrariamente a elas, os transis buscavam sublinhar a penúria e a sujeição dos mortos, se esforçando para não transformá-los em modelos a serem imitados. Como já se colocou, ao contrastar as figuras santificadas, representadas sempre vestidas, e os "corpos nus e deteriorados dos condenados", estes últimos tornavam-se objeto de repugnância e pena. De maneira análoga, a imagem do morto passando pelo processo natural de decomposição sugeria ao espectador que a sua alma estava passando pelos tormentos do purgatório e, portanto, carecia de orações a fim de acelerar esse processo e assegurar a sua salvação.
Essa transformação no estilo e na forma das efígies funerárias foi acompanhada por um experimentalismo na técnica de escultura, e o novo gênero de representação evidentemente conheceu modificações ao longo de sua história, passando por seu "desenvolvimento e reformulação mais dramáticos" no século XVI, isso é, já durante o Renascimento. Os icônicos transis desse período tornaram-se crescentemente macabros e idealizados, talvez como reflexo das profundas transformações trazidas pelo próprio Renascimento e pela incipiente Reforma Protestante. De fato, a literatura especializada tende a considerar a sua significação em contraposição à das jacentes do período medieval: trata-se de uma transformação "de anti-figura emblemática para o retrato corporificado de um cadáver, de memento mori negativo à promessa positiva da ressurreição, da abnegação medieval à glorificação do indivíduo".
A historiadora da arte Kathleen Cohen identificou cerca de duzentos transis, em suas diferentes formas. Parte desse número corresponde aos chamados "túmulos de dois andares", um tipo de monumento funerário mais raro e utilizado sobretudo no sepultamento de membros da nobreza, no qual o transi era encimado por uma jacente mais tradicional. Como nessa época as noções de corpo e realeza – incluindo os direitos dinásticos a ela conectada – estavam intimamente entrelaçadas, e a imagem do corpo em decomposição podia sugerir a degradação da realeza do morto e de sua dinastia, os transis dos túmulos de dois andares da nobreza podiam conter um transi propositalmente distinto do indivíduo representado na efígie no andar superior, esta sim mais diretamente assemelhada ao morto.

## A morte de Renato de Chalon

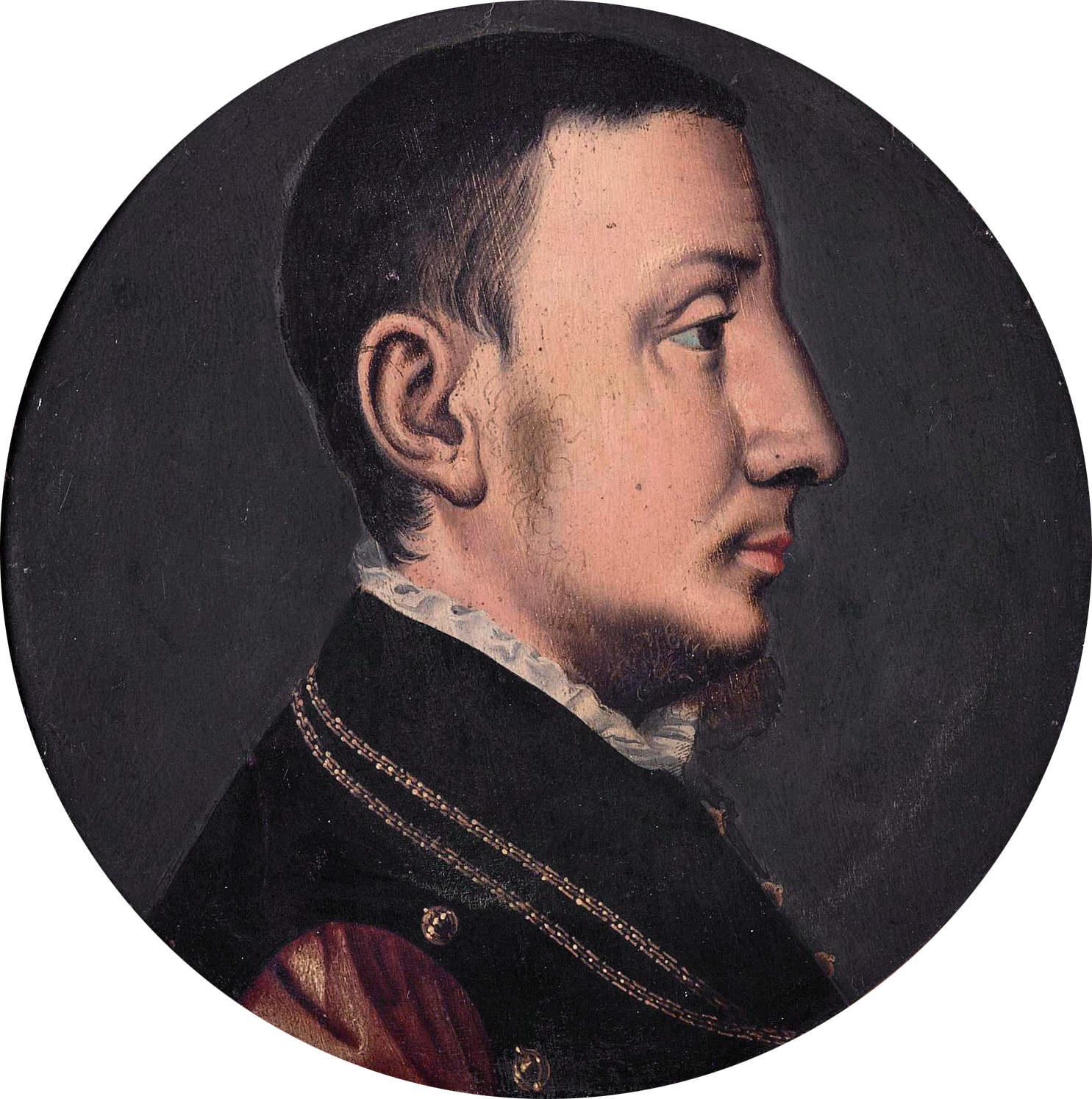
Retrato provavelmente póstumo do príncipe Renato de Chalon, pintado em algum momento antes de 1590 e hoje na coleção do Rijksmuseum.

Renato de Chalon (em francês: René de Chalon; em latim: Renatus de Chalon), príncipe de Orange, conde de Nassau e estatuder da Holanda, Zelândia, Utrecht e Gueldres, morreu em 15 de julho de 1544, aos vinte e cinco anos de idade, enquanto participava de um cerco à cidade de Saint-Dizier sob as ordens do imperador Carlos V. Renato havia sido gravemente ferido em batalha no dia anterior, atingido em um dos ombros por um tiro de colubrina, e morreu com Carlos diante do seu leito. Logo depois, Carlos escreveu à esposa de Renato, Ana de Lorena, precisando as circunstâncias da morte do seu marido. O transi que seria construído para adornar a tumba de Renato teria sido encomendado a fim de cumprir um pedido dele próprio, que desejava ser representado como um cadáver em avançado estado de decomposição, "como ele pareceria três anos depois de sua morte". Túmulos com representações de cadáveres haviam sido construídos para outros membros da família de Renato, incluindo seu pai, Henrique III de Nassau-Breda, e outros parentes como o seu tio, a sua avó e o tio de sua esposa.
A intenção de Renato nunca foi confirmada cabalmente, e não há menção a ela em seu testamento ou na carta de Carlos. Com base na ausência de uma comprovação definitiva e no fato de que com apenas vinte e cinco anos era incerto que Renato pensasse seriamente sobre o seu próprio enterro e túmulo, alguns autores consideram mais provável que a ideia por trás do projeto tenha vindo de sua esposa. De uma maneira ou de outra, sabe-se que foi Ana de Lorena quem encomendou a peça, que é atribuída a Ligier Richier, então um estatuário pouco conhecido fora da área de Saint-Mihiel, no nordeste da França, mas que hoje é considerado um dos escultores mais importantes do período gótico tardio. Embora a datação precisa da obra seja incerta, sabe-se que ela foi iniciada depois de 1544 e concluída antes de 1557.
Enquanto um transi, a peça foi realizada como uma forma de memento mori e não se sabe o nível de detalhes que Ana de Lorena pode ter solicitado ao escultor. Por outro lado, sabe-se que ela encomendou-a com a objetivo de adornar o túmulo que abrigava apenas parte dos restos mortais de seu marido. Em consonância com os ritos fúnebres da época, que permitiam a reis e príncipes serem enterrados em múltiplas sepulturas, o coração, os intestinos e os ossos de Renato foram separados logo após a sua morte. Seu coração e intestinos foram mantidos em Bar-le-Duc, na Igreja Colegiada de São Maxe do Castelo dos Duques de Bar (propriedade da família de Ana), enquanto o restante do seu corpo foi transferido para Breda, hoje nos Países Baixos, para ser enterrado com seu pai na capela da família Orange-Nassau na catedral local. A escultura foi inicialmente instalada adjacente ao túmulo de Renato em Bar-le-Duc e, junto com os restos de Renato e de outros membros da família de sua esposa, mais tarde foi transferida para a Igreja de Santo Estêvão (em francês:  Église Saint-Étienne), também em Bar-le-Duc.

## Descrição dotransi

### Efígie
O Transi tem 177 centímetros de altura e representa Renato aproximadamente em tamanho natural. Ele é composto de três blocos de pedra que se encaixam uns nos outros, e que correspondem à sua cabeça e tronco; ao seu braço esquerdo; e às suas pernas e pelve. A fim de realizar a escultura, Ligier Richier utilizou como matéria-prima blocos de pedra calcária que, após aquecidos, foram tratados com cera de abelha a fim de lhes dar um aspecto semelhante ao do mármore. A efígie é sustentada por um pino de ferro, localizado na pelve da figura, e foi posicionada sobre um estilóbata contendo um brasão de armas com um escudo cujo conteúdo é ilegível. Esse estilóbata também suporta as duas colunas de mármore negro com capitéis coríntios que emolduram o retábulo.
A efígie tem o seu braço esquerdo estendido, enquanto o seu outro braço apoia sua mão no peito e carrega um escudo sem quaisquer brasões, lembrança de que as distinções e os bens terrenos não são levados após a morte. A mão esquerda da efígie foi quebrada e roubada por soldados franceses em 1793, e especula-se que ela pode ter abrigado um objeto, de prata banhada a ouro, em formato de coração. Segundo um relato antigo, esse objeto teria sido um relicário abrigando o coração embalsamado de Renato de Chalon. Contudo, essa versão é contradita por documentos dos arquivos eclesiásticos locais, segundo os quais os restos mortais do príncipe foram enterrados em um túmulo no interior da igreja. Em 1810 a mão da efígie foi restaurada, mas segurando uma ampulheta ou uma clepsidra. No entanto, esse objeto modificou o significado da escultura, de uma representação de Renato para uma representação da personificação da morte ou de uma dança macabra. Assim, posteriormente esse objeto foi substituído por uma pedra em forma de coração.
A efígie foi esculpida na tradição do estilo gótico, que era comum na França à época. Ela apresenta uma construção anatômica que já foi caracterizada como impecável, e seu escultor parece ter "cedido à tentação de reproduzir todos os seus detalhes [do corpo]". A representação da decomposição, contudo, comunica um naturalismo mais aparente que real. Embora os conhecimentos de anatomia do escultor sugiram que ele possuía também conhecimentos avançados a respeito dos processos naturais que agem sobre o corpo humano após a morte, ele preferiu retrata-los menos literalmente e utilizar seus conhecimentos a serviço de sua expressão artística, isso é, deixando espaço para a arte e a imaginação. A efígie já foi descrita como um "cadáver apodrecendo, com músculos rasgados caindo dos ossos e pele pendurada em abas sobre uma carcaça oca" e "um esqueleto em tamanho natural, com tiras de pele seca batendo sobre uma carcaça oca, cuja mão direita segura a caixa torácica vazia enquanto a mão esquerda segura o coração em um grande gesto". O historiador Paul Denis, em sua obra definitiva sobre o Transi de Renato de Chalon, o descreve em maior detalhe:
| “ | um corpo humano há muito atingido pela morte, sobre o qual a decomposição lançou seus horríveis danos, e que sugere ter acabado de entreabrir a mortalha. No crânio, cujos parietais mantiveram alguns restos de pele, aderem-se mechas de cabelo, aglutinadas pela umidade da sepultura. A corrupção roeu os olhos e as características faciais, os ossos do rosto estão completamente emaciados e alguns dentes permanecem nos alvéolos dos maxilares. Os músculos da região anterior do pescoço e da traquéia, ainda providos de seus ligamentos de fixação, conectam a cabeça ao tronco. O tórax, quase completamente despojado, revela o esterno e as costelas, ainda cobertas por algumas abas de carne espalhadas pelos interstícios intercostais. A pele do ventre, em parte consumida e dobrada transversalmente como uma cortina, revela, no fundo da cavidade abdominal vazia de suas entranhas, as vértebras lombares e suas apófises. Um trecho dessa pele, que dobra-se habilmente, esconde o que ainda poderiam ser órgãos genitais. Os braços e pernas, menos afetados pela decomposição, mantiveram músculos dissecados e são cobertos em partes por pedaços de pele afetados por feridas abertas e dolorosas. | ” |
|   | — Paul Denis, in "Ligier Richier : L'Artiste et Son Oeuvre" (1911). |   |

#### Retábulo
A efígie, que constitui o Transi de Renato de Chalon propriamente dito, desde o século XVIII é acompanhada de um retábulo e de um ossário, construídos com elementos provenientes da Capela dos Príncipes, do Castelo dos Duques de Bar. O retábulo é constituído por painéis octogonais, diante dos quais havia doze estatuetas dos apóstolos, apoiadas em mísulas e medindo entre 38 e 40 centímetros de altura. Sabe-se que seis dessas estatuetas foram destruídas em novembro de 1793, e outras seis se encontram no museu de Bar-le-Duc. O escudo acima da estátua já não contém o seu emblema original.
O retábulo, que mede 233 por 475 centímetros, data de 1790 e foi esculpido em mármore preto e pedra calcaria branca. Em 1810, a pedido do vigário da Igreja de Santo Estêvão, Claude Rollet, um brasão de armas conjunto dos ducados de Bar e Lorena foi acrescentado à face frontal do retábulo e uma cortina fúnebre foi pintada em seu painel central.

#### Ossário
Alem do retábulo, o Transi também é acompanhado de um ossário em mármore preto e com tampa de vidro, medindo 105 centímetros por 233 centímetros. Ele contém relíquias de membros da família de Ana de Lorena, dentre as quais os restos de Henrique IV, conde de Bar (m. 1344) e Iolanda de Flandres (m. 1395); de Roberto, duque de Bar (m. 1411) e sua esposa Maria de França (m. 1404); e de seu filho, Eduardo III, duque de Bar (m. 1415). Possivelmente esse depósito inclui também ossos de Frederico I, duque da Lorena Superior; Eduardo I, conde de Bar (m. 1336) e Maria da Borgonha (n. 1298).

## Transferências e conservação

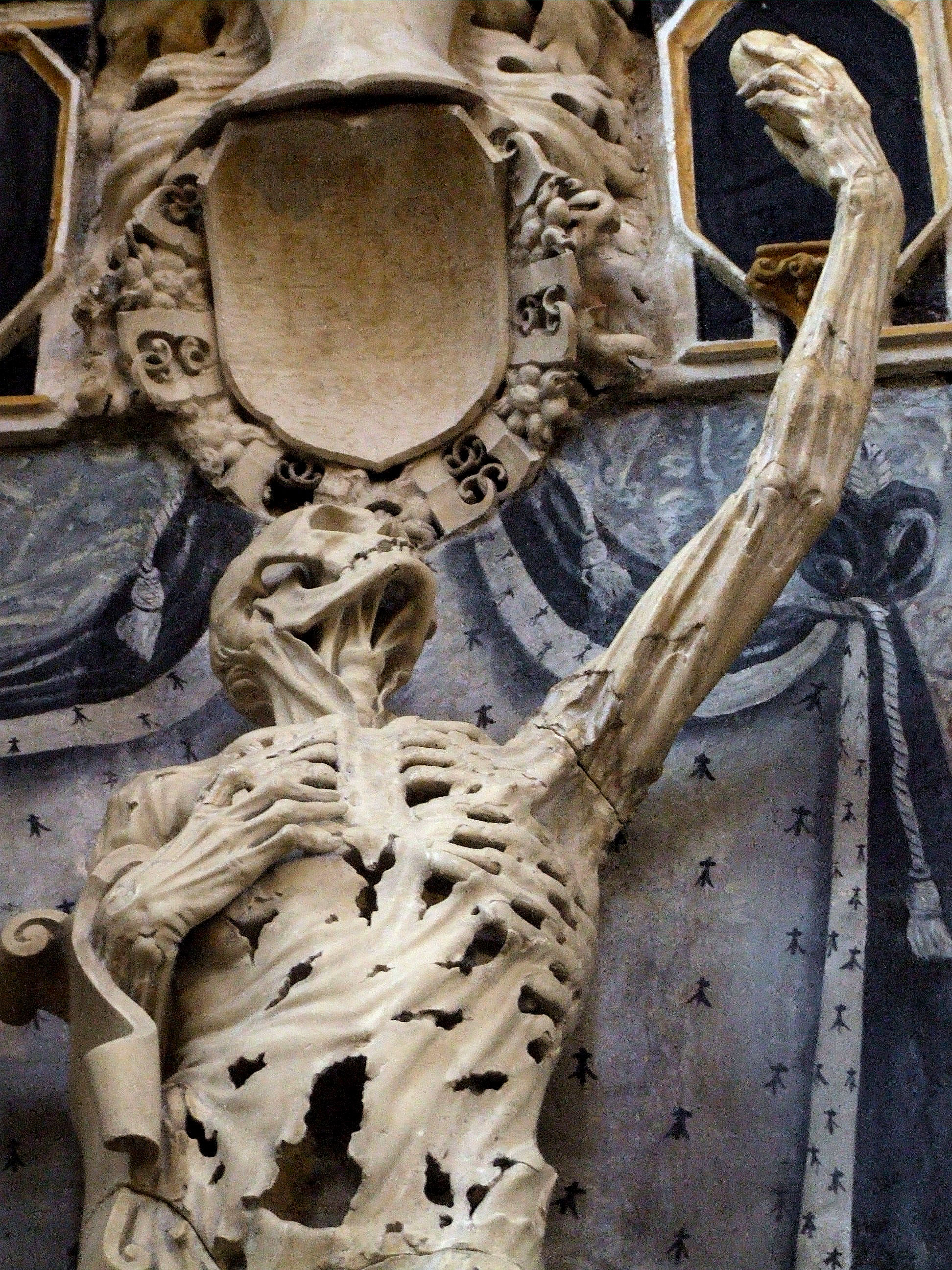
O objeto originalmente contido na mão esquerda do Transi, e que se dizia abrigar o coração de Renato de Chalon, foi roubado em 1793 e mais tarde substituído por uma pedra em forma de coração.

O Monumento foi originalmente instalado na Igreja Colegiada de São Maxe, do Castelo dos Duques de Bar, em Bar-le-Duc, junto a um túmulo que pode ter contido, além do coração e dos intestinos de Renato, restos de outros membros de sua família. Em junho de 1790, durante a Revolução Francesa, ele foi transferido para a Igreja de São Pedro (atualmente Igreja de Santo Estêvão), pouco antes do prédio da Igreja Colegiada de São Maxe ser demolido. Em 1793, ainda durante a Revolução, a Igreja de São Pedro foi saqueada por tropas estacionadas em Bar-le-Duc, e, durante esse episódio, a mão esquerda da estátua e o objeto que ela carregava, assim como algumas das estatuetas que adornavam o retábulo, foram roubados ou destruídos. Já no século XX, durante a Primeira Guerra Mundial o Transi foi inicialmente protegido localmente e mais tarde desmontado e transferido para o subsolo do Panteão em Paris, retornando a Bar-le-Duc somente em 1920. Ele foi afetado como monumento Histórico da França em 18 de junho de 1898, e os demais elementos do seu entorno em 7 de dezembro de 1993.
Devido ao contato com a água e a sucessivas etapas de desmontagem e transporte, a efígie e os demais objetos que compõem o túmulo de Renato de Chalon foram fragilizados e sofreram uma série de danos. A efígie foi parcialmente restaurada em 1969, ao passo que tanto o retábulo quanto o ossário foram restaurados em 1993, por ocasião de sua afetação como monumentos históricos. A efígie foi objeto de uma nova restauração entre 1998 e 2003. O processo iniciou-se com um extenso estudo documental e histórico, encomendado pela Direction régionale des affaires culturelles, um organismo regional francês que concerne a proteção do patrimônio histórico. Em 2001 foi preparado um relatório sobre o estado de preservação do Monumento ao Coração de Renato de Chalon, e entre 2002 e 2003 ele foi temporariamente removido da Igreja de Santo Estêvão, a fim de ser restaurado.
A restauração de 2003 foi realizada em etapas, começando com o desmantelamento da estátua, que foi meticulosamente limpa com cotonetes. O ossário também foi desmontado para limpeza, assim como o retábulo. Cera microcristalina foi usada para polir tanto a sua parede traseira quanto as suas colunas laterais. Durante a limpeza do retábulo, que buscava sobretudo restaurar as cores escondidas sob camadas de sujidades, foram reveladas decorações de falso mármore, até então imperceptíveis, em cada um dos quatro cantos do painel central. Como o porão da igreja costuma encher de água no inverno, o mural havia sido danificado pela umidade. Reparos na estátua incluíram a remoção de rugas, lascas, rachaduras e grafitos; grande parte do trabalho centrou-se em áreas ao redor da virilha, joelho e pelve, mais acessíveis ao contato das mãos dos visitantes. Pinos de ferro usados pelo escultor foram removidos e substituídos por pinos de aço inoxidável, eliminando, assim, o risco futuro de oxidação.

## Interpretação

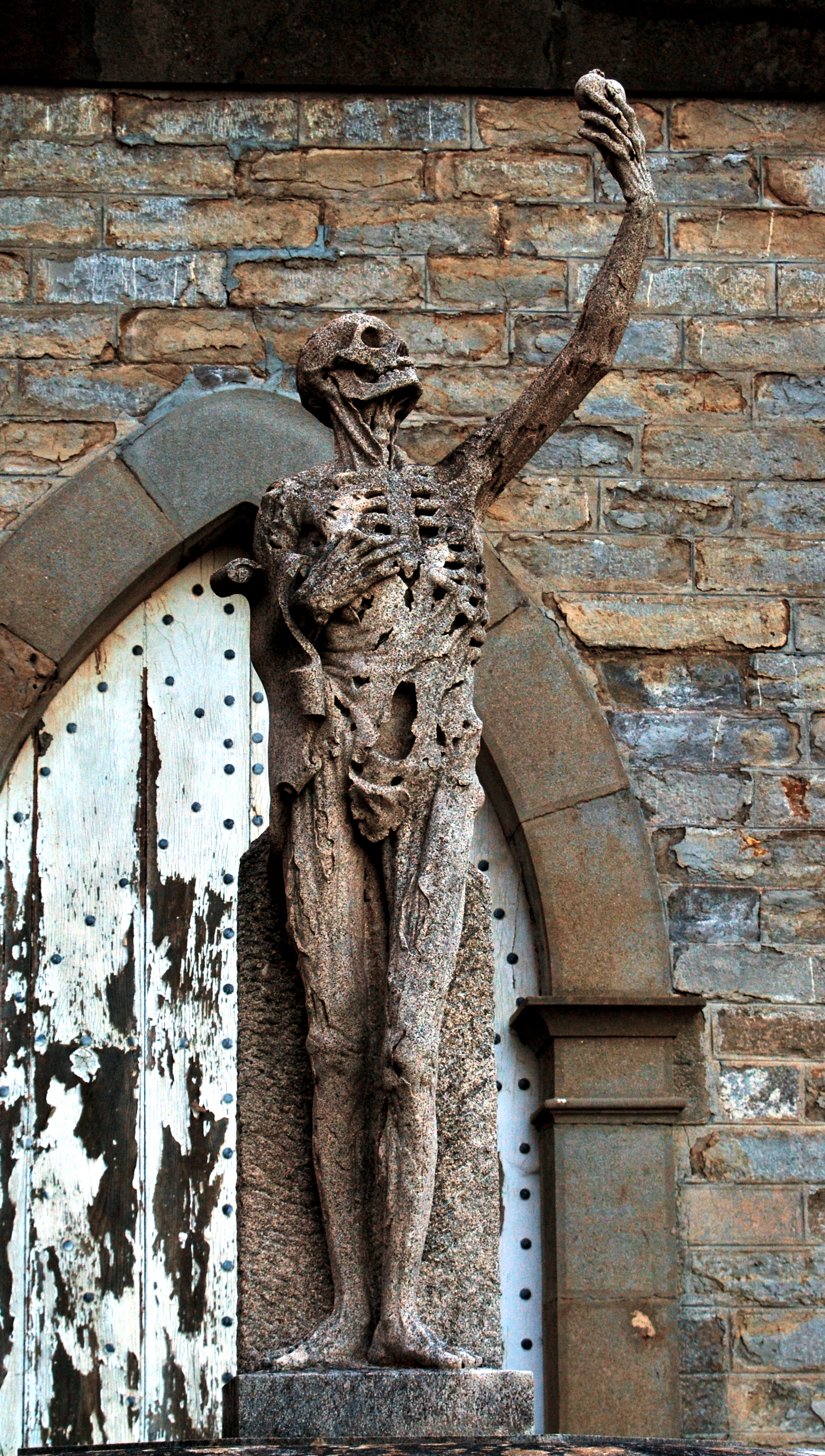
Cópia esculpida por François Pompon (1922) para adornar o túmulo de Henry Bataille, em Moux.

Historiadores da arte debatem o significado específico do Transi de Renato de Chalon, e, como não existem registros do simbolismo que seus autores pretendiam expressar com ele, uma série de significações lhe têm sido atribuídas. Ao tratar das referências literárias a respeito do Monumento, uma autora nota que elas podem ser divididas em duas categorias, nomeadamente referências narrativas e referências interpretativas e meditativas. Enquanto as referências do primeiro tipo tendem a sublinhar a obra como o produto da dedicação de uma "viúva piedosa e amorosa, fiel para além da vida", as referências da segunda categoria buscam desvendar a mensagem que se buscou expressar por meio dela. Autores como Bernard Noël e Paulette Choné interpretam a efígie como invocando um senso da "espiritualidade da morte", e vêem o trabalho como um comentário sobre a inevitabilidade e o efeito da morte. A historiadora da arte Kathleen Cohen escreveu que o Transi pode ser uma ilustração da "doutrina da corrupção como um passo necessário para a regeneração", e que, por um processo de imagens reversas, ele simbolizaria a vida eterna. Para Louis Bertrand, o Transi é uma representação do desespero ou do ideal romântico do espírito eterno. Outros, consideram que a obra representa uma marca de penitência ou arrependimento de pecados passados, e já se sugeriu que a estátua pode fazer referência a uma passagem bíblica (Jó 19:20;25-27) que faz alusão à putrefação do corpo. Melville e Ruta, em particular, ao analisar uma série de representações da época, consideram o Monumento ao Coração de Renato de Chalon um exemplo extremado de uma tradição artística mais antiga, que vinha contrastando de um lado figuras santificadas representadas sempre vestidas, e de outro os "corpos nus e deteriorados dos condenados [...] exibidos a olhares de desprezo e pena".
Talvez o elemento simbólico da efígie mais frequentemente analisado seja o gesto por ela executado, sobretudo a sua mão esquerda levantada, que originalmente abrigava um objeto em forma de coração e talvez o próprio coração do morto. O gesto da mão esquerda, em si, beneficia de certo consenso, pois parece, evidente, representar Renato oferecendo seu coração aos céus. Contudo, o sentido dessa oferta é objeto de interpretações distintas. Um sentido mais óbvio seria de imploração ou súplica penitente, ou uma referência à capacidade do espírito de superar a mortalidade. Para Paul Denis a efígie estaria "a oferecer o seu coração a Deus como um símbolo da alma incorruptível e imortal", e seria sobretudo um símbolo da ressurreição, como em outros transis do mesmo período. Ultrapassando o significado individual da mão esquerda erguida e buscando explica-lo em conjunto com os demais elementos da pose da efígie, Lucien Braye considera que seu gestual seria uma referência às três virtudes teologais: "Os olhos votados para cima, em direção ao céu, significam 'eu acredito'; a mão direita sobre o peito significa 'eu tenho esperança'; e o coração elevado em direção a Deus significa 'eu amo'".

## Legado

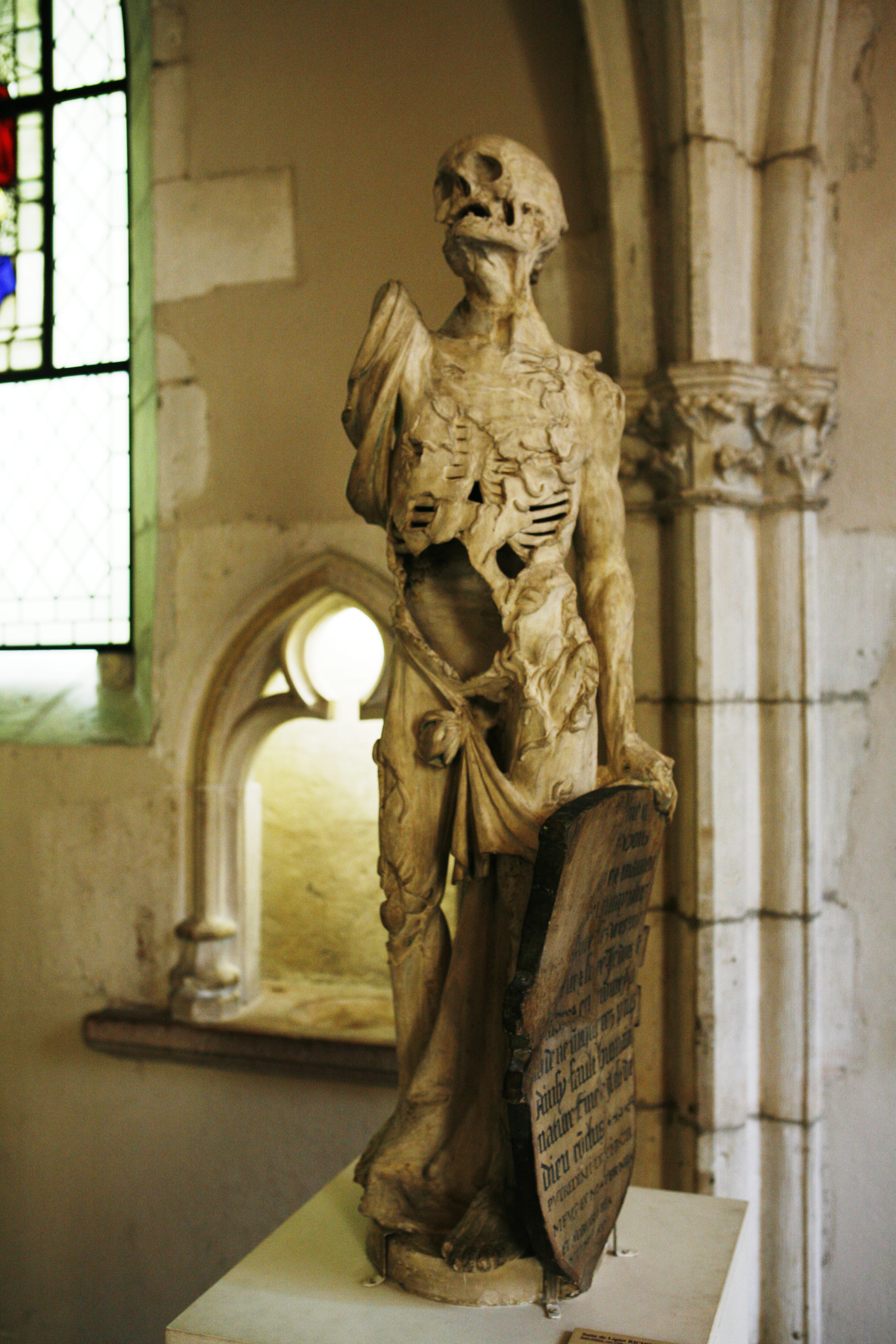
La Mort, parte da coleção do Museu de Belas Artes de Dijon (autor desconhecido, século XVI).

O Monumento ao Coração de Renato de Chalon é provavelmente o trabalho mais conhecido e influente atribuído a Ligier Richier, e se de destaca por retratar o morto em posição vertical e dinâmica, como um "cadáver vivo", um motivo sem precedentes na arte funerária anterior. Embora a representação de cadáveres humanos em pé possa ser encontrada em outros trabalhos do mesmo período, como uma personificação da morte que hoje é parte da coleção do Museu de Belas Artes de Dijon e a obra La Mort Saint-Innocent (c. 1530), originalmente do Cemitério dos Santos Inocentes em Paris e agora no Museu do Louvre, essas não são peças de arte funerária representando uma pessoa morta, e sim representações antropomórficas da morte. Mais tarde, o Transi de Renato de Chalon serviu de inspiração para o monumento Homme-Mort, esculpido por Jacques Froment-Meurice em memória de uma batalha da Primeira Guerra Mundial, e localizado na região de Saint-Mihiel.
Existem quatro cópias conhecidas do Monumento. A cópia que pode ser vista no Palácio de Chaillot foi esculpida em 1894. François Pompon fez uma nova cópia em 1922, para o túmulo do dramaturgo e poeta Henry Bataille em Moux, enquanto outra réplica está no Museu Barrois em Bar-le-Duc. Também em 1922, uma réplica foi moldada do Transi, que mais tarde passou a ser exibida no Musée des monuments français, em Paris. Essa réplica foi escaneada em 3D, em 2015, e o resultado foi disponibilizado gratuitamente online, dando origem a animações e imagens tendo o Transi como modelo.
O Transi também tem tido um duradouro impacto no âmbito da literatura, tanto em prosa quanto em poesia. O artista Émile Gallé deixou textos inéditos tratando do Monumento, e Simone de Beauvoir detalha seu primeiro encontro ele em sua autobiografia Tout compte fait, de 1974, descrevendo-o como uma "obra-prima" de um "homem vivo [...] já mumificado". Da mesma forma, o Monumento ao Coração de Renato de Chalon é evocado indiretamente na obra La Colline Inspirée de Maurice Barrès, e em uma obra do ensaísta francês Louis Bertrand. Na poesia, a primeira referência a ele aparece em uma elegia composta em 1557 por Louis des Masures, em homenagem a Renato de Chalon e chamada Epitaphe du Cœur de René de Chalon, Prince d’Oranges. A referência ao Transi, neste caso, é apropriadamente direta, e o poema inclui as linhas "O coração de um príncipe descansa neste lugar / Ó viajante, que em seu amor soberano / Em sua vida soube ao Deus Senhor amar". Já no século XX, o poeta Henry Bataille, cujo túmulo mais tarde seria ornado com uma réplica do Transi, menciona-o na coletânea La Divine Tragédie, de 1917, e no conto L’enfance éternelle, publicado na série Les Œuvres libres em 1922. Mais tarde, o poeta francês Louis Aragon evocou-o em sua coletânea Le Crève-cœur, publicada em 1941, precisamente em um verso do poema Le Temps de Môts Croisés. Aragon menciona o Transi em duas outras obras de prosa, Les Cloches de Bâle e Blanche ou l’Oubli. O Transi também inspirou o poema-título da coletânea de 1992 de Thom Gunn, The Man with Night Sweats, em que o autor apresenta elegias escritas após a morte de amigos seus como resultado da AIDS. O poema inclui as linhas "Minha carne era seu próprio escudo: / Onde foi cortada, ela se curou. / Parei de pé onde estou / Abraçando meu corpo junto a mim / Como se para protegê-lo das / dores que passarão por mim". Mais recentemente, o Trasi foi evocado em dois poemas de Richard Rognet, Le Transi e Je Suis Cet Homme, ambos publicadas nos anos 1980, e no romance L'arbre du pays Toraja de Philippe Claudel, publicado em 2016.
Além disso, em ao menos uma ocasião o Transi inspirou a criação de um produto comercial. No videoclipe da canção Redonne-moi, lançada por Mylène Farmer em 2006, um transi é mostrado rapidamente em alguns quadros. A decoração da turnê do ano 2009 dessa cantora contava com duas estátuas gigantes inspiradas no Transi de Renato de Chalon, e Farmer lançou comercialmente miniaturas das esculturas, como itens de colecionador. Cada uma das estatuetas tinha setenta centímetros de altura, e era numerada e estampada "Mylène Farmer Stade de France".